# Salomon ben Natan Halberstam
Salomon ben Natan Halberstam (ur. 1847, zm. 4 lipca 1905)  – pierwszy cadyk w Bobowej. 

## Życiorys
Był synem Meira Natana (Nosona) Halberstama. W wieku 8 lat stracił ojca i znalazł się pod opieką dziadka, Chaima Halberstama z Nowego Sącza. Oprócz dziadka duży wpływ na jego duchowy rozwój miał Eliezer Horowitz ze Starego Dzikowa. W 1864 r. został rabinem w Bukowsku, w 1879 r. – w Oświęcimiu, a rok później w Wiśniczu. W 1892 r. przybył do Bobowej, gdzie utworzył jesziwę, która wkrótce stała się ważnym centrum chasydzkim. Salomon Halberstam stał się założycielem bobowskiej linii sądeckiej dynastii Halberstamów. Przybywali do niego Żydzi z całej Europy Wschodniej. Cieszył się autorytetem nie tylko wśród współwyznawców, ale i katolików. Bobowski cadyk był zagorzałym zwolennikiem edukacji religijnej, odrzucającym świeckie nauczanie. Spotkał się w tej sprawie z cesarzem Franciszkiem Józefem w Bochni w 1889 roku. 
Ze względu na stan zdrowia, często przebywał w uzdrowiskach w Niemczech, gdzie zmarł. Pochowany został w Bobowej. Do dziś do jego grobu pielgrzymują Żydzi z całego świata.
Po śmierci Salomona cadykiem bobowskim został jego syn Bencjon Halberstam.